# Luke (groupe)
Pour les articles homonymes, voir Luke.
Luke est un groupe de rock français formé en 1998 à Bordeaux (Gironde) par Thomas Boulard et Christophe Plantier. Thomas est le dernier membre faisant encore partie du groupe depuis la formation en 1998. Leur discographie compte à ce jour six albums studio, un album live et deux EP.

## Histoire du groupe

### Les débuts
Ce groupe bordelais se forme après la dernière tournée du groupe Spring où Christophe Plantier (guitare) officiait et où Thomas Boulard, Bordelais d'origine, venait d'entrer. Le duo est ensuite rejoint par Ludovic Morillon (batterie), Stéphane Bouvier (basse, ex Purr) et Cyril Guillaneuf (claviers).
Luke envoie de nombreuses démos et un 7 titres auto produit de 1999, avant d'être repéré par le label Village Vert, dans les locaux duquel Thomas Boulard avait ses habitudes bien avant de signer. Ils sortent en 2000 un premier maxi de quatre titres, Je n'éclaire que moi.

### La Vie presqueetLa Tête en arrière(2000-2005)
C'est alors qu'ils préparent leur premier album intitulé La Vie presque, mélange de rock français et de pop anglaise. L'album sort en octobre 2001 et se caractérise par une utilisation intensive du parlé/chanté par Thomas Boulard. Luke part sur les routes...
Fin 2003, le groupe enregistre en studio et à Grand Piquey son deuxième opus, La Tête en arrière, dont est extrait leur premier single, La Sentinelle, suivi plus tard par Soledad, Le Reste Du Monde et Hasta Siempre. Luke connaît enfin le succès, son album se classe 14e et reste 81 semaines dans les charts français. Entre-temps, le groupe a évolué pour cause de différends. Il ne reste de la formation originale que Thomas Boulard et Cyril Guillaneuf, rejoints par Damien Lefèvre (du groupe Eiffel) à la basse et Romain Viallon (Catléya) à la batterie. L'album sort en avril 2004,.
Luke part sur les routes jusqu'à fin 2004 et prend à son bord Bayrem Benamor à la guitare, recruté par Internet, tandis que Cyril Guillaneuf quitte l'aventure.
En 2005, Luke repart en tournée après une courte pause et change une nouvelle fois de guitariste avec Jean-Pierre Ensuque (du groupe Autour de Lucie). À la mi-octobre, le groupe entame une série de dates dans toute la France avec le trio Déportivo.

### Les Enfants de SaturneetD'autre Part(2007-2011)
Après une année de repos, le groupe sort le troisième album Les Enfants de Saturne le 10 septembre 2007 ; il se classe 8e en France. Luke commence une nouvelle tournée en juin 2007. Un nouveau single, La terre ferme, sort en juin 2007. Suivra plus tard le single Stella.
Le 17 novembre 2008, le groupe met en rayon un album live intitulé Où en est la Nuit, résultat d'une année de tournée et dont le premier single est une version live de Un seul jour. L'album comporte une édition spéciale avec un DVD bonus.
En février 2010 le groupe sort le quatrième album studio D'autre part dont le premier single, Pense à Moi, est disponible en téléchargement sur le site officiel du groupe. Cet album se classe 15e dans les charts français. Le design de la pochette de l'album est réalisé par Yann Nguema, bassiste et graphiste du groupe EZ3kiel.

### PornographieetPorcelaine(2014-2019)
Fin 2014, ils annoncent l'arrivée de leur cinquième album. En juillet 2015 est annoncée la sortie pour le 9 octobre 2015 avec un extrait de studio sur la page Facebook du groupe ainsi qu'une tournée à partir d'août. Le 20 juillet le titre de l'album Pornographie est dévoilé et le 24 juillet sort le premier extrait C'est la guerre. Une semaine avant la sortie du cinquième album, le groupe sort le deuxième single, Warrior. Cet album est marqué en premier lieu par le renouvellement entier des membres du groupe, excepté de Thomas Boulard, mais aussi par des paroles plus crues que d'habitude pour le groupe. C'est un album très sombre, reflet de l'époque dans laquelle il est réalisé (Thomas Boulard critique la télé-réalité, les médias, les discothèques...) Dans un style beaucoup moins direct que celui d'autres auteurs, il dénonce l'idéologie de l'extrême droite française dans certains de ses titres.
La sortie de cet album est suivie par la tournée Pornotour, qui va durer jusqu'en 2017. 
En 2018, Luke annonce via leur page Facebook, la préparation d'un nouvel album. Le titre, la pochette et la date de sortie sont dévoilés le 26 décembre 2018.
Le sixième album, Porcelaine, sort le 15 mars 2019.

## Discographie

### Singles
| Année | Single               | Album                  | Description                                                          |
| ----- | -------------------- | ---------------------- | -------------------------------------------------------------------- |
| 2000  | Je n'éclaire que moi | La Vie presque         |                                                                      |
| 2001  | Se taire             | La Vie presque         |                                                                      |
| 2002  | Comme un gant        | La Vie presque         |                                                                      |
| 2004  | La Sentinelle        | La Tête en arrière     | Gros succès commercial, qui donnera une première notoriété au groupe |
| 2004  | Soledad              | La Tête en arrière     |                                                                      |
| 2005  | Le reste du monde    | La Tête en arrière     |                                                                      |
| 2005  | Hasta siempre        | La Tête en arrière     |                                                                      |
| 2007  | La terre ferme       | Les Enfants de Saturne |                                                                      |
| 2008  | Stella               | Les Enfants de Saturne |                                                                      |
| 2008  | Un seul jour         | Les Enfants de Saturne |                                                                      |
| 2009  | Pense à moi          | D'autre part           |                                                                      |
| 2011  | Le robot             | D'autre part           |                                                                      |
| 2015  | C'est la guerre      | Pornographie           |                                                                      |
| 2015  | Warrior              | Pornographie           |                                                                      |
| 2016  | Nous des millions    | Inédits                | titre inédit                                                         |
| 2017  | We are l'Europe      | Inédits                | titre inédit                                                         |
| 2019  | Porcelaine           | Porcelaine             |                                                                      |

### Clips vidéos
| Année | Single                 | Album                  | Description |
| ----- | ---------------------- | ---------------------- | ----------- |
| 2001  | Se taire               | La Vie presque         |             |
| 2004  | La Sentinelle          | La Tête en arrière     |             |
| 2004  | Soledad                | La Tête en arrière     |             |
| 2005  | Le reste du monde      | La Tête en arrière     |             |
| 2005  | Hasta siempre          | La Tête en arrière     |             |
| 2007  | La terre ferme         | Les Enfants de Saturne |             |
| 2008  | Stella                 | Les Enfants de Saturne |             |
| 2009  | Pense à moi            | D'autre part           |             |
| 2015  | C'est la guerre        | Pornographie           |             |
| 2015  | Quelque part en France | Pornographie           |             |
| 2016  | Je veux être un héros  | Pornographie           |             |
| 2019  | Porcelaine             | Porcelaine             |             |